# Стільниковий (фільм)
Стільниковий (англ. Cellular) — фільм Девіда Елліса 2004 року про полісменів-перевертнів, що контролюють наркотрафік, та героїчну боротьбу звичайної американської сім'ї та випадкового співучасника за своє життя. Не рекомендований для перегляду дітям до 13 років, оскільки містить сцени насилля.
Упродовж усього фільму головний герой Раян розмовляє по мобільному телефону Nokia 6600 (на ринку США представлений як Nokia 6620), використовуючи різноманітні функції смартфону, утримання дзвінка, спікерфон, фотокамеру та можливість відеознімання, пам'ять на 50 останніх викликів. Фактично фільм містить елементи реклами даної моделі.

## Сюжет
Джессіка Мартін — звичайна американська матір, учителька біології, проводжає свого сина Ріккі Мартіна до школи. Після повернення в будинок, її викрадають якісь люди, котрі, перевізши її в невідоме місце, замикають на горищі, попередньо розтрощивши там стаціонарний телефон. Джессіка змогла якось полагодити апарат та зробила дзвінок на випадковий номер, потрапивши на мобільний (Nokia 6600) молодого нерозважливого хлопця Раяна, який зрештою зголошується на допомогу невідомій людині. Упродовж усього фільму триває розмова між Мартін та Раяном, поки вона керує його діями.
Викрадачі вимагають розповісти, де схована якась сумка, про яку Джессіці нічого не відомо; для стимулювання злочинці забирають її сина зі школи, а потім шантажуючи чоловіка, примушують того забрати сумку, яку він залишив на зберігання в банку. Та Раяну вдається викрасти сумку з-під носа нападників. У торбі виявилася відеокамера із записом, випадково зробленим чоловіком Джессіки, на якому кілька полісменів-перевертнів розстрілюють двох наркоторговців.
Нападники згоджуються обміняти сім'ю на сумку, маючи намір убити і сім'ю Мартінів, і Раяна. Зрештою внаслідок запеклої боротьби Джессіки, Раяна та випадкового полісмена вдається знищити нападників.

## Ролі
| Актор               | Роль                 |
| ------------------- | -------------------- |
| Кім Бесінджер       | Джессіка Мартін      |
| Кріс Еванс          | Раян                 |
| Джейсон Стейтем     | Ітан                 |
| Вільям Мейсі        | Боб Муні             |
| Ноа Еммеріх         | детектив Джек Таннер |
| Річард Бургі        | Крейг Мартін         |
| Джессіка Біл        | Хлоя                 |
| Керолайн Аарон      | Мерилін Муні         |
| Ерік Крістіан Олсен | Чед                  |

## Сприйняття

### Касові збори
Фільм отримав касові збори в США та Канаді в розмірі $32 003 620 та на міжнародному рівні $24 427 067, що становить загалом $56 422 687 у всьому світі.

### Критика
Сайт Rotten Tomatoes, агрегатор рецензій, повідомляє, що 55 % із 149 опитаних критиків дали позитивний відгук фільму; середня оцінка — 5,7/10.

## Український переклад
Українською мовою фільм перекладений телеканалами ICTV та Новий.